# Храм Преображения Господня (Кудеиха)
Храм Преображения Господня — православный храм в селе Кудеиха Порецкого района, историко-архитектурный памятник XIX века, объект культурного наследия регионального значения.

## Архитектура
Храм сложен по типу «четверика». Фасады здания оформлены элементами декора классической архитектуры. Высокие прямоугольные окна подчеркнуты подоконным поясом и акцентированы различными сандриками: веерного типа (с замковыми камнями), дугообразными и треугольными с кронштейнами (на окнах апсид). Северная и южная части четверика отмечены нишами, фланкированными лопатками, обработанными горизонтальным рустом.
По центру стен над средними окнами располагаются квадратные филёнки с круглой нишей. Венчающие карнизы декорированы поясами сухариков.
С архитектурной точки зрения храм представляет интерес как образец сельского приходского храма, возведенного в формах классического зодчества 1-й половины XIX века.

## История
Основные события:
- 1764 год — упразднение Покровской Иваньковской пустыни Алатырского уезда Нижегородской губернии и перенос храма из Пустыни в расположенное поблизости село Кудеиха.
- 1765 год — год строительства деревянного храма (перенос одноименного храма из Покровской Иваньковской пустыни).
- 1829 год — строительство каменного храма с одним приделом — Преображения Господня.
- 1870 год — строительство двух приделов — Рождества Христова и в честь Покрова Пресвятой Богородицы.
- 1937 год — закрытие храма.
- 1991 год — храм возвращен Чебоксарско-Чувашской епархии.
- 2002 год — освящение центрального придела с главным престолом Преображения Господня митрополитом Чувашским и Чебоксарским Варнавой.

Первое упоминание Храма Преображения Господня села Кудеиха датируется сентябрём 1764 года:
…1764 года сентября дня Духовной преосвященнаго Феофана епископа Нижегородскаго и Алатырскаго консистории села Порецкаго диаконъ Федоръ Васильевъ при подаче сегодня оного прихода росписей сказалъ: объявленные де при техъ поповскихъ росписяхъ таковыя же имянные росписи дали обретающагося отъ села де ихъ Порецкаго за рекою Сурою Покровской Иванковской пустыни, коя имеетца от них в четырехъ верстахъ иеромонаха Филарета … а та де пустыня имеется на основании такомъ огорожена оградою деревянною, въ ней — церковь деревянная во имя Преображения Господня зъ двумя пределы: один во имя Пресвятыя Богородицы Владимирския, второй — преподобных Анофрия Великаго да Петра Афонскаго. Монашескихъ келей деревянныхъ четыре…
— из доношения дьякона Троицкой церкви села Порецкое Федора Васильева в Нижегородскую духовную консисторию.
Согласно приложенным к доношению исповедным росписям на тот момент в селе Кудеиха имелось дворов — 51, а количество жителей — 214.
После упразднения Покровской Иваньковской пустыни согласно Указу (Манифесту) императрицы Екатерины II от 26 февраля 1764 года «О секуляризации монастырского землевладения» находившаяся в Пустыни надвратная деревянная церковь в честь Преображения Господня с двумя приделами, была переведена из разряда монастырского храма в приходскую церковь и передана в приход жителей села Кудеиха. Церковь была перенесена местными крестьянами из Пустыни в Кудеиху и восстановлена в ней с одним престолом — в честь Преображения Господня. С этого времени Кудеиха перестает быть деревней и становится селом.
К приходу Преображенской церкви были причислены жители существовавших в тот период в Засурье поселений — Кудеиха (ставшей селом) и деревни «Стеклянного завода» (ныне село Кожевенное).
После случившегося в 1824 году большого пожара, в результате которого в селе сгорела деревянная церковь, было решено отстроить на этом же месте каменную церковь из камней недостроенной и разрушенной временем Покровской церкви, приходившей в обветшание после упразднения Покровской Иваньковской пустыни. Кудеихинские крестьяне по грязи и бездорожью на своих плечах перенесли из Пустыни в Кудеиху камни недостроенной Покровской церкви, а затем «всем миром» на свои средства построили в Кудеихе церковь, добавляя в раствор белок яиц, что придавало кладке необычную прочность. И действительно, когда в начале 40-х годов XX века церковь пытались разрушить, то смогли лишь незначительно разломать часть купола, а также снять и отправить не переплавку колокола. Стены же не поддались людскому натиску и устояли (из воспоминаний жительницы с. Кудеиха, источник — личный архив местного краеведа С. И. Клюкина).
Вновь построенная в Кудеихе (как и сгоревшая в пожаре деревянная церковь) была освящена также в честь Преображения Господня, в 1829 году в ней начались богослужения. С 1870 года в храме были открыты еще два придела: левый придел — с престолом в честь Рождества Христова, правый придел — с престолом в честь Покрова Пресвятой Богородицы.

### Советский период
После октябрьских событий 1917 года церковь Преображения Господня оставалась действующей до 1937 года. В приходе церкви состояли жители трех населённых пунктов Засурья — Кудеихи, Шадрихи и Кожевенного.
Среди священно- и церковнослужителей конца XIX и первой трети XX века необходимо особо выделить:
- священника Андрея Остроумова, служившего настоятелем Преображенской церкви с 1885 по 1903 годы,
- псаломщика Михаила Ивановича Ветвинского, бывшего при церкви целых 39 лет (с 1859 года до марта 1898 года),
- дьякона Александра Николаевича Троицкого, служившего в церкви почти 20 лет (с 1889 по 1902 годы),
- священника Николая Владимировича Боголюбова, служившего с 1908 по 1916 (первая половина) годы,
- священника Александра Цветкова, служившего с 1916 (вторая половина) по 1918 годы.

Многие священнослужители, такие как Н. В. Боголюбов и А. Н. Троицкий, служившие в годы Советской власти, пострадали от репрессий. Есть среди церковнослужителей Преображенской церкви села Кудеиха и священномученик — отец Василий Константинов-Гришин. Будучи настоятелем храма в 30-е годы XX века, отец Василий Гришин был в 1937 году арестован по наговору. Осужденный на 10 лет отбывания в исправительно-трудовых лагерях, он скончался в 1943 году в Темниковском лагере Мордовской АССР. В 1958 году Василий Константинов-Гришин был реабилитирован, а почти через полвека, в 2000 году, Архиерейским Собором Русской Православной церкви канонизирован как священномученик. 14 марта — день кончины отца Василия Константинова-Гришина — признан днём его памяти, и в этот день в Преображенском храме с. Кудеиха проводится праздничная соборная литургия.
После ареста отца Василия в 1937 году церковь была закрыта и стала использоваться как складское помещение, затем до середины 70-х годов здесь располагался сельский клуб, а впоследствии до 1990 года — здание храма использовалось под столовую местной 8-летней школы.

### Постсоветский период
Начало возрождения Преображенской церкви можно отнести к 1991—1992 годам, когда храмовое здание возвращено Чебоксарско-Чувашской епархии. В период с 1991 по 1998 годы силами местных энтузиастов супругов Калентьевых Клавдии Семеновны и Александра Прохоровича — при содействии и помощи главы Кудеихинской сельской администрации Юрия Дмитриевича Коннова удалось частично восстановить храм (левый придел Рождества Пресвятой Богородицы) и начать богослужения.
В 1998 году с назначением настоятелем храма иерея Павла Гуцаева начался второй этап восстановления храма. В 2002 году был восстановлен и освящен центральный придел храма с главным престолом в честь Преображения Господня, освящение которого совершил Митрополит Чебоксарский и Чувашский Варнава. В 2007 году совместными трудами иерея Павла Гуцаева, на тот момент назначенного настоятелем и ответственным за восстановление Свято-Троицкого собора в селе Порецкое и иерея Илии Тарасикова, в 2006 году назначенного вторым священником Преображенской церкви, был восстановлен правый придел в честь Покрова Пресвятой Богородицы. И здесь не обошлось без помощи местных жителей. Стараниями потомственного «столярных дел мастера» Геннадия Ивановича Клюкина для правого придела был создан резной деревянный иконостас со Златыми вратами. С того времени храм имеет три престола.
С 2010 года настоятелем храма назначен отец Евгений Анатольевич Слепухин. Отец Евгений продолжил дело по восстановлению храма, начатое настоятелем отцом Павлом Гуцаевым. Стараниями отца Евгения и с помощью неравнодушных людей, жителей Кудеихи и уроженцев Порецкого района, внутри храма были убраны возведенные в советские годы стены и перегородки, и внутренняя планировка храма приняла первоначальный (дореволюционный) вид.
Особо значимую помощь в восстановлении храма оказали: предприниматель Владимир Николаевич Майоров, сын уважаемых в Кудеихе учителей, супругов Николая Ивановича и Александры Семеновны Майоровых, председатель Кудеихинского сельского поселения Владимир Николаевич Лисин и сын бывшего ранее председателем сельского совета Ю. Д. Коннова Александр Юрьевич Коннов.
Таким образом, в настоящее время Преображенская церковь в Кудеихе как внешне так и внутри, имеет тот же вид, в каком она была достроена в 1870 году. Церковь каменная, теплая. Длина церкви с колокольней — 19 метров, наибольшая ширина — 15 метров, высота до верхнего карниза — 6,4 метра. На церкви одна глава шлемовидной формы. Колокольня 2-х ярусная, высотой 12,8 метра.
В настоящее время церковь — действующая. До 2012 года церковь входила в состав IX Благочинного округа Чебоксарско-Чувашской епархии, после образования в России ряда новых епархий Преображенская церковь входит в состав II Благочинного округа Алатырской епархии Чувашской митрополии.

## Святыни храма
В храме хранится икона XVII века святой Параскевы Пятницы с частицами ее мощей, выполненная в необычным для иконописи фряжском стиле. До храма Преображения Господня в селе Кудеиха икона Параскевы Пятницы путешествовала по разным городам Урала, побывала в Новосибирске и Санкт-Петербурге.
Икона преподобного Стилиана Пафлагонского написана для кудеихинского храма Преображения Господня в иконописной мастерской Троице-Сергиевой лавры.
Особо почитаема в храме икона священномученика Василия Константинова-Гришина, служившего настоятелем храма с 1934 по 1937 год. Икона написана екатеринбургскими иконописцами в 2010 году по заказу настоятеля Преображенской церкви протоиерея Евгения Слепухина.

## Общественная деятельность
С благословения правящего архиерея епископа Алатырского и Порецкого Феодора при поддержке Правительства Чувашской Республики и Главы Чувашии М. В. Игнатьева Преображенский храм села Кудеиха, начиная с 2015 года, предоставляет свою территорию для проведения слётов-семинаров «За трезвое село».

## Сохранность
Храм включён в список объектов культурного наследия Чувашской Республики регионального значения и находится под охраной государства.
- 1937—1990 — постепенное пришествие храма в упадок.
- 1991—1998 — восстановление левого придела в честь Рождества Христова.
- 2002 — восстановление центрального придела в честь Преображения Господня.
- 2007 — восстановление правого придела в честь Покрова Пресвятой Богородицы.

## Духовенство
- Настоятель храма — Иерей Евгений Слепухин[2]